# Мембранные белки

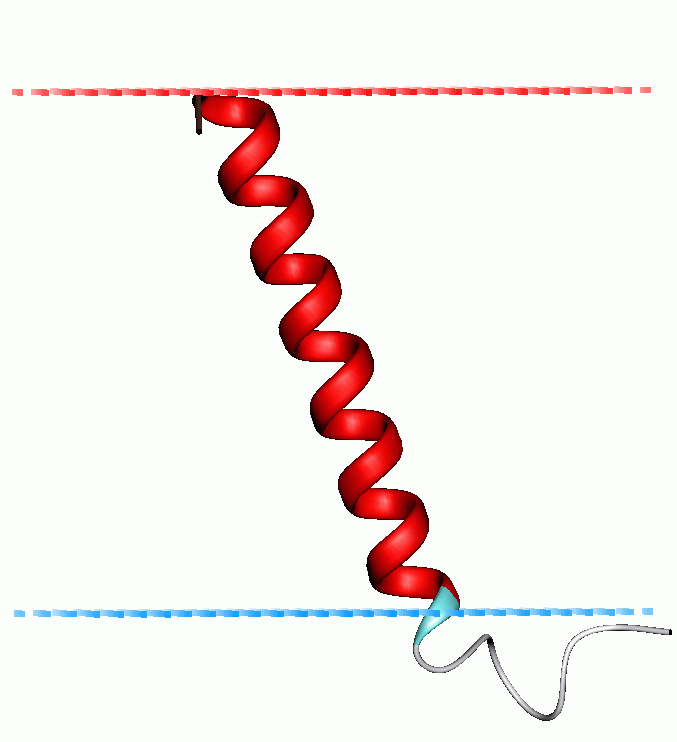
Альфа-спиральный трансмембранный фрагмент интегрального белка.

К мембранным белкам относятся белки, которые встроены в клеточную мембрану или мембрану клеточной органеллы или ассоциированы с таковой. Около 25 % всех белков являются мембранными.

## Классификация
Мембранные белки могут быть классифицированы по топологическому или биохимическому принципу. Топологическая классификация основана на том, сколько раз белок пересекает липидный бислой. В соответствии с этим критерием белки подразделяются на монотопические, битопические и политопические:
- монотопические белки взаимодействуют с одной поверхностью мембраны и не пересекают её;
- битопические пронизывают мембрану насквозь и взаимодействуют с обеими её поверхностями;
- политопические пронизывают мембрану несколько раз (многократное взаимодействие с липидами).

Монотопические относятся к периферическим белкам, а другие — к интегральным.

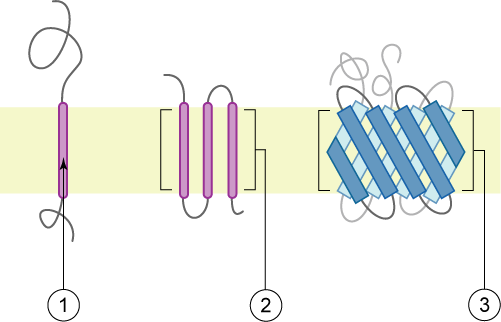
Различные категории политопических белков. Связывание с мембраной за счёт (1) единичной трансмембранной альфа-спирали, (2) множественных трансмембранных альфа-спиралей, (3) бета-складчатой структуры.

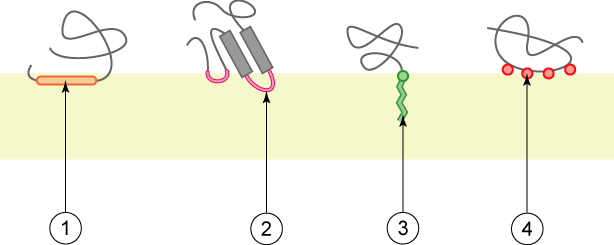
Различные категории интегральных монотопических белков. Связывание с мембраной за счёт (1) амфипатической альфа-спирали, параллельной плоскости мембраны, (2) гидрофобной петли, (3) ковалентно соединённого жирнокислотного остатка, (4) электростатического взаимодействия (прямого или кальций-опосредованного).

### Топологическая классификация
По отношению к мембране мембранные белки делятся на поли- и монотопические.
- Политопические, или трансмембранные, белки полностью пронизывают мембрану и, таким образом, взаимодействуют с обеими сторонами липидного бислоя. Как правило, трансмембранный фрагмент белка является альфа-спиралью, состоящей из гидрофобных аминокислот (возможно от 1 до 20 таких фрагментов). Только у бактерий, а также в митохондриях и хлоропластах трансмембранные фрагменты могут быть организованы как бета-складчатая структура (от 8 до 22 поворотов полипептидной цепи).
- Интегральные монотопические белки постоянно встроены в липидный бислой, но соединены с мембраной только на одной стороне, не проникая на противоположную сторону.

### Биохимическая классификация
По биохимической классификации мембранные белки делятся на интегральные и периферические.
- Интегральные мембранные белки прочно встроены в мембрану и могут быть извлечены из липидного окружения только с помощью детергентов или неполярных растворителей. По отношению к липидному бислою интегральные белки могут быть трансмембранными политопическими или интегральными монотопическими.
- Периферические мембранные белки являются монотопическими белками. Они либо связаны слабыми связями с липидной мембраной, либо ассоциируют с интегральными белками за счёт гидрофобных, электростатических или других нековалентных сил. Таким образом, в отличие от интегральных белков они диссоциируют от мембраны при обработке соответствующим водным раствором (например, с низким или высоким pH, с высокой концентрацией соли или под действием хаотропного агента). Эта диссоциация не требует разрушения мембраны.

Мембранные белки могут быть встроены в мембрану за счёт жирнокислотных или пренильных остатков либо гликозилфосфатидилинозитола, присоединённых к белку в процессе их посттрансляционной модификации.